# Saison 1998-1999 du Montpellier Hérault Sport Club
Maillots
Chronologie
Saison précédente Saison suivante
La saison 1998-1999 du Montpellier HSC a vu le club évoluer en Division 1 pour la douzième saison consécutive.
Les pailladins effectuent une bonne saison, en se situant tout au long de la saison entre la 5e et la 10e place pour terminer finalement à la 8e place de ce championnat où l'équipe aura fait le travail.
Éliminé en Coupe de France dès leur entrée en lice, c'est en Coupe de la Ligue que les héraultais brilleront se faisant sortir en demi-finale par le FC Metz au cours d'une rencontre épique (3-4).

## Déroulement de la saison

### Inter-saison
Durant l'inter-saison, de nombreux joueurs quittent le club, Christophe Sanchez qui avait été pris en grippe par le public, s'exile en Italie, Franck Rizzetto en fin de contrat, part pour le FC Metz avec l'espoir de jouer la Ligue des champions, Thierry Laurey prend sa retraite mais reste au club en tant qu'adjoint de Michel Mézy, Hervé Alicarte est transféré aux Girondins de Bordeaux, Kader Ferhaoui rejoint Robert Nouzaret à l'AS Saint-Etienne, tandis que les déceptions de la saison passée Sylvain Deplace et Uche Agbo quittent le club seulement un an après leur arrivée. De plus, Ibrahima Bakayoko après 4 buts en 7 matches est vendu au prix fort à Everton dès le mois de septembre.
Le club recrute peu mais bien pour pallier ces départs, Xavier Gravelaine, acheté peu à l'Olympique de Marseille en juillet et revendu beaucoup plus cher au Paris Saint-Germain en décembre, après avoir enflammé le Stade de la Mosson en première partie de saison. Les autres arrivées sont celles de Franck Silvestre, en fin de contrat à l'AJ Auxerre, Cyril Serredszum, dans le même cas au FC Metz, et Didier Thimothée, le buteur stéphanois. Enfin, Michel Mézy, fatigué, prendra la place de Manager Général du club pour laisser celle d'entraîneur à quelqu'un du cru pailladin : Jean-Louis Gasset.

### Championnat
Le début du championnat reste mémorable, en raison des résultats plus que corrects mais surtout à cause du match au Stade Vélodrome lors de la 3e journée. En effet alors que les montpellièrains mènent 4-0 à la mi-temps, les marseillais, après l'entrée en jeu de Christophe Dugarry tout fraichement sacré champion du monde, renversent la tendance pour s'imposer sur le fil 5-4 après un match de folie.
La suite du championnat est plus monotone, les résultats à l'extérieur ne se soldant quasiment que par des défaites, alors que le Mosson redevient imprenable sous la houlette de Xavier Gravelaine. Malheureusement son départ en fin d'année, à la suite de celui de Ibrahima Bakayoko, va changer les choses. Bruno Martini et Franck Sauzée mis de côté par le successeur de Michel Mézy, Jean-Louis Gasset, le club recrute Stéphane Cassard et Nicolas Ouédec qui jouent très peu dans leurs clubs respectifs (Le Havre AC et le Paris Saint-Germain).
La fin de saison est toutefois encourageante avec les révélations de Philippe Delaye et de Laurent Robert (20 buts à eux deux), et de Didier Thimothée qui justifie son statut de buteur (9 buts). Si la défense reste fébrile, le jeu spectaculaire et l'attaque sont de retour au Montpellier HSC (3e attaque en fin de championnat) qui termine à la 8e place synonyme de qualification pour la Coupe Intertoto.

### Coupes nationales
En coupe, le tirage au sort n'est toujours pas du côté montpelliérain et aucun match n'est joué à domicile qui plus est contre des équipes des deux premières divisions.
L'ES Troyes AC élimine les pailladins dès leur entrée en lice en Coupe de France (1-2).
En Coupe de la Ligue, après des victoires à l'Olympique lyonnais, au LB Chateauroux et au Paris Saint-Germain, les héraultais chute face au FC Metz en demi-finale (4-3), laissant un goût d'inachevé à cette saison riche en spectacles.

## Joueurs et staff

### Transferts
| Été 1998             |             |                                |                        |                  |
| Nom                  | Nationalité | Transfert                      | Provenance/Destination | Division         |
| Arrivées             |             |                                |                        |                  |
| Franck Silvestre     | France      | Transfert                      | AJ Auxerre             | Division 1       |
| Cyril Serredszum     | France      | Transfert                      | FC Metz                | Division 1       |
| Xavier Gravelaine    | France      | Transfert                      | Olympique de Marseille | Division 1       |
| Didier Thimothée     | France      | Transfert                      | AS Saint-Étienne       | Division 2       |
| Retours de Prêt      |             |                                |                        |                  |
| Frédéric Martin      | France      | Expiration de la durée de prêt | OGC Nice               | Division 2       |
| Départs              |             |                                |                        |                  |
| Christophe Sanchez   | France      | Transfert                      | Bologne FC             | Serie A          |
| Franck Rizzetto      | France      | Transfert                      | FC Metz                | Division 1       |
| Hervé Alicarte       | France      | Transfert                      | Girondins de Bordeaux  | Division 1       |
| Kader Ferhaoui       | Algérie     | Transfert                      | AS Saint-Étienne       | Division 2       |
| Sylvain Deplace      | France      | Transfert                      | EA Guingamp            | Division 2       |
| Thierry Laurey       | France      | Fin de contrat (Retraite)      |                        |                  |
| Uche Agbo            | Nigeria     | Transfert                      | Obilic Belgrade        | Super Liga       |
| Jean-Philippe Javary | France      | Transfert                      | Espanyol Barcelone     | Primera División |
| Frédéric Martin      | France      | Transfert                      | FC Sochaux-Montbéliard | Division 2       |

| Changement d'entraineur (1 novembre 1998) |             |                     |                        |          |
| Nom                                       | Nationalité | Transfert           | Provenance/Destination | Division |
| Arrivées                                  |             |                     |                        |          |
| Jean-Louis Gasset                         | France      | Changement de poste |                        |          |
| Départs                                   |             |                     |                        |          |
| Michel Mézy                               | France      | Changement de poste |                        |          |

| Hiver 1998-1999   |               |           |                        |                |
| Nom               | Nationalité   | Transfert | Provenance/Destination | Division       |
| Arrivées          |               |           |                        |                |
| Nicolas Ouédec    | France        | Transfert | Paris Saint-Germain    | Division 1     |
| Stéphane Cassard  | France        | Transfert | Le Havre AC            | Division 1     |
| Départs           |               |           |                        |                |
| Franck Sauzée     | France        | Transfert | Hibernian FC           | First Division |
| Xavier Gravelaine | France        | Transfert | Paris Saint Germain    | Division 1     |
| Ibrahima Bakayoko | Côte d'Ivoire | Transfert | Everton                | Premier League |

## Rencontres de la saison

### Division 1
|            | Adversaire             | Lieu | Résultat | Buteurs du MHSC                                                         | Affluence |
| Journée 1  | SC Bastia              | Ext. | 2-2      | Franck Sauzée · Toifilou Maoulida                                       | -         |
| Journée 2  | Stade rennais          | Dom. | 3-2      | Laurent Robert · Philippe Delaye                                        | 13 289    |
| Journée 3  | Olympique de Marseille | Ext. | 4-5      | Ibrahima Bakayoko · Laurent Robert · Franck Sauzée                      | -         |
| Journée 4  | Toulouse FC            | Dom. | 3-0      | Ibrahima Bakayoko · Philippe Delaye                                     | 13 277    |
| Journée 5  | Girondins de Bordeaux  | Ext. | 1-3      | Philippe Delaye                                                         | -         |
| Journée 6  | AS Nancy-Lorraine      | Dom. | 1-1      | Xavier Gravelaine                                                       | 12 052    |
| Journée 7  | RC Strasbourg          | Ext. | 1-2      | Xavier Gravelaine                                                       | -         |
| Journée 8  | FC Lorient             | Dom. | 5-1      | Xavier Gravelaine · Didier Thimothée · Philippe Delaye · Cédric Barbosa | 10 085    |
| Journée 9  | AS Monaco              | Ext. | 0-2      | -                                                                       | -         |
| Journée 10 | RC Lens                | Dom. | 1-0      | Toifilou Maoulida                                                       | 16 716    |
| Journée 11 | FC Sochaux-Montbéliard | Ext. | 0-4      | -                                                                       | -         |
| Journée 12 | Paris Saint-Germain    | Dom. | 2-1      | Philippe Delaye · Nenad Dzodic                                          | 22 242    |
| Journée 13 | Olympique lyonnais     | Ext. | 0-2      | -                                                                       | -         |
| Journée 14 | AJ Auxerre             | Dom. | 3-2      | Didier Thimothée · Xavier Gravelaine                                    | 11 934    |
| Journée 15 | FC Nantes              | Ext. | 1-1      | Franck Silvestre                                                        | -         |
| Journée 16 | FC Metz                | Ext. | 1-3      | (c.s.c.) Pascal Pierre                                                  | -         |
| Journée 17 | Le Havre AC            | Dom. | 2-0      | Franck Silvestre                                                        | 9 156     |
| Journée 18 | Stade rennais          | Ext. | 2-3      | Didier Thimothée · Philippe Delaye                                      | -         |
| Journée 19 | Olympique de Marseille | Dom. | 0-1      | -                                                                       | 23 341    |
| Journée 20 | Toulouse FC            | Ext. | 5-2      | Laurent Robert · Didier Thimothée · Frédéric Garny                      | -         |
| Journée 21 | Girondins de Bordeaux  | Dom. | 1-1      | Franck Silvestre                                                        | 18 556    |
| Journée 22 | AS Nancy-Lorraine      | Ext. | 1-0      | Laurent Robert                                                          | -         |
| Journée 23 | RC Strasbourg          | Dom. | 1-1      | Michel Rodriguez                                                        | 11 396    |
| Journée 24 | FC Lorient             | Ext. | 1-1      | Didier Thimothée                                                        | -         |
| Journée 25 | AS Monaco              | Dom. | 2-3      | Laurent Robert                                                          | 17 891    |
| Journée 26 | RC Lens                | Ext. | 0-1      | -                                                                       | -         |
| Journée 27 | FC Sochaux-Montbéliard | Dom. | 0-0      | -                                                                       | 11 212    |
| Journée 28 | Paris Saint-Germain    | Ext. | 1-0      | Nicolas Ouédec                                                          | -         |
| Journée 29 | Olympique lyonnais     | Dom. | 1-3      | Philippe Delaye                                                         | 16 593    |
| Journée 30 | AJ Auxerre             | Ext. | 2-2      | Philippe Delaye · Laurent Robert                                        | -         |
| Journée 31 | FC Nantes              | Dom. | 1-2      | Franck Silvestre                                                        | 14 205    |
| Journée 32 | FC Metz                | Dom. | 1-1      | Didier Thimothée                                                        | 8 263     |
| Journée 33 | Le Havre AC            | Ext. | 1-1      | Nicolas Ouédec                                                          | -         |
| Journée 34 | SC Bastia              | Dom. | 3-0      | Franck Silvestre · Laurent Robert · Philippe Delaye                     | 13 446    |

### Coupe de France
| Tour            | Adversaire             | Lieu | Résultat | Buteurs du MHSC   |
| 1/32e de finale | ES Troyes (Division 2) | Ext. | 1-2      | Toifilou Maoulida |

### Coupe de la Ligue
| Tour            | Adversaire                       | Lieu | Résultat | Buteurs du MHSC                                     |
| 1/16e de finale | Olympique lyonnais (Division 1)  | Ext. | 2-0      | Nenad Dzodic · Philippe Delaye                      |
| 1/8e de finale  | LB Châteauroux (Division 2)      | Ext. | 1-0      | Philippe Delaye                                     |
| 1/4 de finale   | Paris Saint-Germain (Division 1) | Ext. | 2-0      | Marcel Mahouvé · Franck Silvestre                   |
| 1/2 finale      | FC Metz (Division 1)             | Ext. | 3-4      | Franck Silvestre · Nicolas Ouédec · Philippe Delaye |

## Statistiques

### Statistiques collectives
| Compétition       | Débute au tour  | Place ou tour final | Matches joués | Gagnés | Nuls | Perdus | Buts pour | Buts contre | Différence |
| Division 1        | -               | 8e                  | 34            | 11     | 10   | 13     | 53        | 50          | +3         |
| Coupe de France   | 1/32e de finale | 1/32e de finale     | 1             | 0      | 0    | 1      | 1         | 2           | -1         |
| Coupe de la Ligue | 1/16e de finale | 1/2 finale          | 4             | 3      | 0    | 1      | 8         | 4           | +4         |
| Total             | -               | -                   | 39            | 14     | 10   | 15     | 62        | 56          | +6         |

### Statistiques individuelles
| Numéro | Nat. | Nom         | Division 1 | Division 1  | Division 1 | Division 1   | Coupe de France | Coupe de France | Coupe de France | Coupe de France | Coupe de la Ligue | Coupe de la Ligue | Coupe de la Ligue | Coupe de la Ligue | Total | Total       | Total  | Total        |
| Numéro | Nat. | Nom         | M.j.       | But inscrit | Averti     | Carton rouge | M.j.            | But inscrit     | Averti          | Carton rouge    | M.j.              | But inscrit       | Averti            | Carton rouge      | M.j.  | But inscrit | Averti | Carton rouge |
| 30     |      | Vercoutre   | 0          | 0           | 0          | 0            | 0               | 0               | 0               | 0               | 0                 | 0                 | 0                 | 0                 | 0     | 0           | 0      | 0            |
| 1      |      | Martini     | 10         | 0           | 0          | 0            | 0               | 0               | 0               | 0               | 0                 | 0                 | 0                 | 0                 | 10    | 0           | 0      | 0            |
| 16     |      | Flucklinger | 11         | 0           | 0          | 0            | 0               | 0               | 0               | 0               | 0                 | 0                 | 0                 | 0                 | 11    | 0           | 0      | 0            |
| 22     |      | Cassard     | 14         | 0           | 1          | 0            | 1               | 0               | 0               | 0               | 4                 | 0                 | 0                 | 0                 | 19    | 0           | 1      | 0            |
| 3      |      | Dos Santos  | 32         | 0           | 5          | 0            | 1               | 0               | 0               | 0               | 4                 | 0                 | 1                 | 0                 | 37    | 0           | 6      | 0            |
| 4      |      | Silvestre   | 33         | 6           | 7          | 0            | 1               | 0               | 0               | 0               | 4                 | 2                 | 0                 | 0                 | 38    | 8           | 7      | 0            |
| 15     |      | Rodriguez   | 19         | 1           | 5          | 0            | 0               | 0               | 0               | 0               | 3                 | 0                 | 0                 | 0                 | 22    | 1           | 5      | 0            |
| 27     |      | Dzodic      | 16         | 1           | 0          | 0            | 0               | 0               | 0               | 0               | 4                 | 1                 | 1                 | 0                 | 20    | 2           | 1      | 0            |
|        |      | Madouni     | 0          | 0           | 0          | 0            | 1               | 0               | 0               | 0               | 0                 | 0                 | 0                 | 0                 | 1     | 0           | 0      | 0            |
| 21     |      | Agathe      | 2          | 0           | 0          | 0            | 0               | 0               | 0               | 0               | 0                 | 0                 | 0                 | 0                 | 2     | 0           | 0      | 0            |
| 5      |      | Sauzée      | 10         | 2           | 1          | 1            | 0               | 0               | 0               | 0               | 0                 | 0                 | 0                 | 0                 | 10    | 2           | 1      | 1            |
| 2      |      | Baills      | 24         | 0           | 5          | 0            | 1               | 0               | 0               | 0               | 4                 | 0                 | 2                 | 1                 | 29    | 0           | 7      | 1            |
| 23     |      | Fugier      | 28         | 0           | 3          | 0            | 1               | 0               | 0               | 0               | 4                 | 0                 | 0                 | 0                 | 33    | 0           | 3      | 0            |
| 20     |      | Bertrand    | 3          | 0           | 0          | 0            | 0               | 0               | 0               | 0               | 0                 | 0                 | 0                 | 0                 | 3     | 0           | 0      | 0            |
| 8      |      | Delaye      | 31         | 9           | 9          | 0            | 1               | 0               | 0               | 0               | 4                 | 3                 | 2                 | 0                 | 36    | 12          | 11     | 0            |
| 13     |      | Garny       | 8          | 1           | 0          | 0            | 0               | 0               | 0               | 0               | 0                 | 0                 | 0                 | 0                 | 8     | 1           | 0      | 0            |
| 14     |      | Barbosa     | 22         | 1           | 4          | 1            | 0               | 0               | 0               | 0               | 2                 | 0                 | 0                 | 0                 | 24    | 1           | 4      | 1            |
| 18     |      | Doumeng     | 0          | 0           | 0          | 0            | 0               | 0               | 0               | 0               | 0                 | 0                 | 0                 | 0                 | 0     | 0           | 0      | 0            |
| 7      |      | Serredszum  | 9          | 0           | 2          | 0            | 0               | 0               | 0               | 0               | 0                 | 0                 | 0                 | 0                 | 9     | 0           | 2      | 0            |
|        |      | Martin      | 0          | 0           | 0          | 0            | 0               | 0               | 0               | 0               | 0                 | 0                 | 0                 | 0                 | 0     | 0           | 0      | 0            |
| 6      |      | Rouvière    | 33         | 0           | 4          | 0            | 1               | 0               | 0               | 0               | 4                 | 0                 | 0                 | 0                 | 38    | 0           | 4      | 0            |
| 11     |      | Robert      | 32         | 11          | 8          | 0            | 1               | 0               | 0               | 0               | 4                 | 0                 | 2                 | 0                 | 37    | 11          | 10     | 0            |
| 19     |      | Mahouvé     | 25         | 0           | 3          | 0            | 0               | 0               | 0               | 0               | 4                 | 1                 | 1                 | 0                 | 29    | 1           | 4      | 0            |
| 10     |      | Gravelaine  | 18         | 3           | 3          | 1            | 0               | 0               | 0               | 0               | 0                 | 0                 | 0                 | 0                 | 18    | 3           | 3      | 1            |
| 25     |      | Maoulida    | 28         | 2           | 1          | 0            | 1               | 1               | 0               | 0               | 3                 | 0                 | 0                 | 0                 | 32    | 3           | 1      | 0            |
| 9      |      | Thimothée   | 20         | 9           | 0          | 0            | 1               | 0               | 0               | 0               | 4                 | 0                 | 0                 | 0                 | 25    | 9           | 0      | 0            |
| 28     |      | Bakayoko    | 7          | 4           | 1          | 0            | 0               | 0               | 0               | 0               | 0                 | 0                 | 0                 | 0                 | 7     | 4           | 1      | 0            |
|        |      | Gueï        | 4          | 0           | 0          | 0            | 0               | 0               | 0               | 0               | 0                 | 0                 | 0                 | 0                 | 4     | 0           | 0      | 0            |
| 29     |      | Ouédec      | 14         | 2           | 4          | 0            | 1               | 0               | 0               | 0               | 4                 | 1                 | 0                 | 0                 | 19    | 3           | 4      | 0            |

### Autres statistiques
| Meilleurs buteurs \| Joueur \| Total \| \| Philippe Delaye \| 12 \| \| Laurent Robert \| 11 \| \| Didier Thimothée \| 9 \| \| Franck Silvestre \| 8 \| \| Ibrahima Bakayoko \| 4 \| \| Nicolas Ouédec \| 3 \| \| Toifilou Maoulida \| 3 \| \| Xavier Gravelaine \| 3 \| \| Franck Sauzée \| 2 \| \| Nenad Dzodic \| 2 \| \| Cédric Barbosa \| 1 \| \| Frédéric Garny \| 1 \| \| Marcel Mahouvé \| 1 \| \| Michel Rodriguez \| 1 \| | Equipe type de la saison Cassard Baills Fugier Silvestre Dos Santos Mahouvé Delaye Robert Gravelaine Rouvière Ouédec D'après les temps de jeu à leur poste. |  |
| Joueur | Total |  |
| Philippe Delaye | 12 |  |
| Laurent Robert | 11 |  |
| Didier Thimothée | 9 |  |
| Franck Silvestre | 8 |  |
| Ibrahima Bakayoko | 4 |  |
| Nicolas Ouédec | 3 |  |
| Toifilou Maoulida | 3 |  |
| Xavier Gravelaine | 3 |  |
| Franck Sauzée | 2 |  |
| Nenad Dzodic | 2 |  |
| Cédric Barbosa | 1 |  |
| Frédéric Garny | 1 |  |
| Marcel Mahouvé | 1 |  |
| Michel Rodriguez | 1 |  |

Buts
- Premier but de la saison :   Franck Sauzée contre le SC Bastia lors de la 1re journée de championnat
- Premier doublé :    Laurent Robert contre le Stade rennais lors de la 2e journée de championnat
- Plus grande marge : 4 buts (marge positive et négative) 5-1 face au FC Lorient et 0-4 face au FC Sochaux-Montbéliard lors des 8e et 11e journées de championnat
- Plus grand nombre de buts dans une rencontre : 9 buts 4-5 face à l'Olympique de Marseille lors de la 3e journée de championnat

Discipline
- Premier carton jaune :  10e Manuel Dos Santos contre le SC Bastia lors de la 1re journée de championnat
- Premier carton rouge :   50e Franck Sauzée contre le FC Sochaux-Montbéliard lors de la 11e journée de championnat
- Plus grand nombre de cartons dans un match : 5  49e, 51e, 72e, 77e et 77e contre le RC Lens

Affluences
- Meilleure affluence :
  - En championnat : 23 341 spectateurs contre l'Olympique de Marseille, 19e journée
- Plus mauvaise affluence :
  - En championnat : 8 263 spectateurs contre le FC Metz, 32e journée